# Josef Eppeneder
Josef Eppeneder (* 16. Dezember 1947 in Vilsbiburg-Falkenberg) ist ein deutscher Politiker (CSU).

## Leben

### Ausbildung und Beruf
Eppeneder besuchte die Volksschule Vilsbiburg und anschließend die landwirtschaftliche Berufsschule. 1973 übernahm er den elterlichen landwirtschaftlichen Betrieb.

### Politische Laufbahn
1977 trat Eppeneder in die CSU ein. Er war stellvertretender Kreisvorsitzender der CSU Landshut-Land und CSU-Ortsvorsitzender in Vilsbiburg sowie Fraktionssprecher der CSU-Stadtratsfraktion Vilsbiburg.

### Öffentliche Ämter
Er war ab 1984 Kreisrat und Stadtrat. Von 1990 bis zur vorzeitigen Mandatsabgabe 2002 war er Mitglied des Bayerischen Landtags. Er zog zweimal über die Liste ein, 1998 gewann er das Direktmandat im Stimmkreis Landshut. Von Mai 2002 bis April 2014 war er Landrat des Landkreises Landshut.

## Sonstiges
Im Jahr 2010 zeichnete Ministerpräsident Horst Seehofer Eppeneder in München mit dem Verdienstkreuz am Bande des Verdienstordens der Bundesrepublik Deutschland aus.
Seit Mai 2012 sah er sich wegen substanziellen Vorwürfen der Vetternwirtschaft mit einer Untersuchungskommission des Kreistages konfrontiert. Zwei seiner erwachsenen Kinder bezogen hohe Einkünfte aus dem Etat des Landkreises für die Vermietung von zwei Immobilien in den niederbayerischen Orten Vilsbiburg und Wörth an der Isar an zugewiesene Asylbewerber. Es handelt sich um einen fünfstelligen Betrag monatlich. Die Regierung von Niederbayern überprüfte die Verträge. Lokale Zeitungen berichteten, dass Eppeneder die Kaufverhandlungen für seine Kinder selbst geführt habe. Eppeneder bestreitet, dass er ihnen einen Informationsvorteil verschafft habe, vielmehr habe er eine "Notsituation" des Landkreises, nämlich der Verpflichtung zur Unterbringung eines Kontingents von 180 Asylbewerbern, damit lösen können.